# Morgan Nicholls
Morgan Daniel Nicholls, angleški glasbenik in multi-instrumentalist, * 8. marec 1977.
Član angleške indie punk skupine Senseless Things in znan predvsem po nastopih v živo s skupino Muse, kjer je med nekaterimi oboževalci znan tudi kot "četrti član". V živo je nastopal tudi z angleškim rap in hip hop projektu The Streets pa tudi Lilly Allen, The Who in drugimi. Bil je tudi član Gorillaz. Izdal je en solo album z naslovom Morgan.

## Kariera
Nicholls je glasbeno kariero začel s skupino Senseless Things, ki jo je ustanovil skupaj s prijatelji Markom Jeffreyem Myersom, Benom Hardingom in Cassom Brownom (Gorillaz), s katerimi je izdal štiri albume med letoma 1989 in 1995. Ko so se razšli se je pridružil angleški indie rock skupini Vent 414 v kateri je bil do leta 1997. Nato se je do leta 2004 posvetil svoji solo karieri kjer je izdal tudi svoj solo album. Leta 2002 je bil producent albuma Drink Me angleške alternativne rock skupine QueenAdreena. Avgusta 2004 se je začasno pridružil skupini Muse na nastopu ki so ga imeli na V Festivalu, kjer je nadomestil njihovega basista Chrisa Wolstenholma, ki zaradi zlomljene roke ni moral igrati bas kitare. Od leta 2005 do leta 2006 se je spet pridružil Cassu Brownu saj je bil član Gorillaz. Bas je igral na albumu Demon Days, kjer je prispeval k znanim bas linijam pesmi kot so DARE in Feel Good Inc. Bil je tudi član na nastopih v živo, kjer je prav tako igral bas kitaro. Zaradi njegovega prijateljstva z bobnarjem in ustanovnimi člani skupine obstaja govorica da je bil lik in virtualni član skupine Gorillaz Murdoc Nichalls baziran tudi po nekaterih značilnostih, predvsem pa imenu Morgana Nichollsa. Leta 2006 se je spet pridružil Muse kot skrit četrti član skupine, in jih dopolnjuje na sintisajzerju, tolkalih, pa tudi kitari in bas kitari ter vokalih. Ko so Muse imeli počitke oziroma ko so delali na novih albumih je Nicholls igral tudi z angleškim hip hop projektom The Streets, leta 2009 je bil tudi direktor turneje angleške pevke Lilly Allen, pri kateri je igral tudi bas kitaro v letih 2009 in 2014. Leta 2012 je izdal solo EP z naslovom Moonlight Rhino, istega leta pa je igral tudi bas kitaro na zaključku Olimpijskih iger s skupino The Who. 
Trenutno nastopa z Muse na njihovi turneji po Evropi.

## Osebno življenje
Nicholls je sin Billyja Nichollsa, pevca, tekstopisca, glasbenega producenta in glasbenega direktorja. 
Skupaj z ženo ima Nicholls enega otroka.

## Diskografija

### Solo
Albumi
- Organized (2000)

Singli
- Miss Parker (1999)
- Soul Searching (1999)
- Flying High (2000)
- Sitting in the Sun (2000)

EP-ji
- Moonlight Rhino (2012)

### Z Senseless Things
- Postcard C.V. (1989)
- The First of Too Many (1991)
- Empire of the Senseless (1993)
- Taking Care of Business (1995)

### Z Vent 414
- Vent 414 (1996)

### Z Gorillaz
- Demon Days (2005)
- Demon Days: Live at the Manchester Opera House (2006)

### Z Muse
- H.A.A.R.P. (2008)
- Live at Rome Olympic Stadium (2013)